# Stylidium squamosotuberosum
Espèce
Classification APG III (2009)
Stylidium squamosotuberosum est une espèce de plantes à fleurs de la famille des Stylidiaceae. C'est une plante vivace originaire du sud-ouest de l'Australie-Occidentale.
Elle mesure de 0,35 à 1,5 m de haut et a des fleurs roses.